# Junior Parker
Junior Parker (27. května 1932 – 18. listopadu 1971) byl americký bluesový zpěvák a hráč na foukací harmoniku. Od dětství zpíval v gospelových sborech. V roce 1951 založil skupinu The Blue Flames, v níž s ním působil také kytarista Pat Hare. V roce 1952 jej objevil Ike Turner a Parker brzy podepsal smlouvu s vydavatelstvím Modern Records. Toho roku vydal svůj první singl „You're My Angel“. Později vydal řadu dalších singlů. Zemřel na nádor na mozku ve věku 39 let. V roce 2001 byl uveden do Blues Hall of Fame.